# Kleiner Ahlertsberg
Der Kleine Ahlertsberg im Stadtgebiet von Bad Laasphe im nordrhein-westfälischen Kreis Siegen-Wittgenstein ist ein 597,8 m ü. NHN hoher Südsüdostausläufer des Großen Ahlertsbergs (644,9 m) im Rothaargebirge.

## Geographie

### Lage und Berghöhe
Der Kleine Ahlertsberg erhebt sich im Südosten des Naturparks Sauerland-Rothaargebirge etwa 700 m südsüdöstlich des Großen Ahlertsbergs. Er liegt zwischen Bad Laasphe (Nordosten) sowie zwischen dessen Ortsteilen Hesselbach (Südsüdwesten), Banfe (Nordwesten), Herbertshausen (Nordnordwesten) und Laaspherhütte (Norden). Knapp 600 m südöstlich des Gipfels entspringt der Lahn-Zufluss Wahbach (Wabach).
Der Kleine Ahlertsberg ist 597,8 m hoch. Nahe seinem Gipfel ist auf topographischen Karten die Höhenangabe 595,4 m verzeichnet.

### Naturräumliche Zuordnung
Der Kleine Ahlertsberg gehört in der naturräumlichen Haupteinheitengruppe Süderbergland (Nr. 33) und in der Haupteinheit Rothaargebirge (mit Hochsauerland) (333) zur Untereinheit Südwittgensteiner Bergland (Wittgensteiner Lahnbergland; 333.2).

## Schutzgebiete
Bis auf die Südflanke und entlang dem Südostfuß des Kleinen Ahlertsbergs reichen Teile des Naturschutzgebiets Wahbachtal (CDDA-Nr. 166128; 1987 ausgewiesen; 29,03 ha groß). Auf dem Berg liegen Teile des Landschaftsschutzgebietes Bad Laasphe (CDDA-Nr. 555558490; 1987; 122,9381 km²).

## Windpark
Nahe dem Gipfel des Kleinen Ahlertsbergs befinden sich Teile des Windparks Hesselbach.